# Suriname en de Organisatie van Amerikaanse Staten
Suriname is sinds 1977 lid van de Organisatie van Amerikaanse Staten (OAS). Albert Ramdin was van circa 2005 tot 2015 assistent secretaris-generaal van de OAS. Tijdens de verkiezing van de secretaris-generaal van de OAS in 2025 werd Ramdin verkozen tot secretaris-generaal. Zijn termijn gaat in op 25 mei 2025.

## Lidmaatschap
Direct na de onafhankelijkheid sloot Suriname zich aan bij de Verenigde Naties. Tijdens een toespraak op 13 oktober 1976 voor de Algemene Vergadering kondigde premier Henck Arron het voornemen aansluiting te willen bij de OAS. Suriname had op dat moment de waarnemersstatus bij de organisatie. De Permanente Raad van de OAS gaf op 26 januari 1977 goedkeuring. Deze werd op 22 februari 1977 door een buitengewone Algemene Vergadering aangenomen, waarna premier Arron zijn inaugurele rede deels in het Engels en Spaans hield.

## Verdragen
Door het lidmaatschap van de OAS is Suriname onder meer gebonden aan de volgende internationale verdragen:
- 1948: Handvest van de OAS, Bogota
  - 1967: Protocol van Buenos Aires
  - 1985: Protocol van Cartagena de Indias
  - 1993: Protocol van Managua
- 1948: Amerikaanse Verklaring van de Rechten en Plichten van de Mens, Bogota
- 1969: Amerikaans Verdrag voor de Mensenrechten, San José
- 1995: Preventie, Bestraffing en Uitbanning van Geweld tegen Vrouwen, Belém
- 1996: Uitdienen van Strafvonnissen in het Buitenland, Managua
- 1996: Inter-Amerikaans Verdrag tegen Corruptie, Caracas

## Ambassadeurs
Albert Ramdin was van 2005 tot 2015 plaatsvervangend secretaris-generaal van de OAS.
De volgende ambassadeurs (ook wel permanent vertegenwoordigers genoemd) hebben Suriname bij de OAS vertegenwoordigd vanuit Washington D.C. (de lijst is niet compleet):
| Ambassadeur        | start            | vertrek       | opmerking |
| ------------------ | ---------------- | ------------- | --------- |
| Henk Heidweiller   | begin jaren 1980 | jaren 1980    |           |
| Wim Udenhout       | 1989             | 1997          |           |
| Jack Kross         | circa 2007       | circa 2011    |           |
| Subhas Mungra      | 25 januari 2011  | eind 2011     |           |
| Niermala Badrising | januari 2012     | augustus 2015 |           |
| Niermala Badrising | 28 april 2017    | 2021          |           |
| Marten Schalkwijk  | 28 maart 2022    | heden         |           |